# Umspannwerk Mannheim-Rheinau
Das Umspannwerk Mannheim-Rheinau (auch Umspannwerk Rheinau, Bezeichnung des Betreibers: Station Rheinau) ist ein aus zwei räumlich getrennten Anlagen bestehendes Umspannwerk im deutschen Bundesland Baden-Württemberg, das von den Übertragungsnetzbetreibern Amprion/Westnetz sowie Netze BW betrieben wird. Es befindet sich östlich von Mannheim zwischen den Stadtteilen Rheinau und Friedrichsfeld.
Die erste Umspannanlage entstand 1919 durch den badischen Staat, der seine erste Hochspannungsleitung vom Murgwerk über Karlsruhe nach Mannheim mit Anschluss an das Netz der Pfalzwerke baute. In ihrer späteren Form entstand die Anlage Mitte der 1920er Jahre, um elektrische Energie aus dem neu entstehenden Verbundnetz des RWE, die in den Wasserkraftwerken im Schwarzwald und in den Alpen sowie den Braunkohlekraftwerken im Rheinland erzeugt wurde, ins nachgeordnete Netz einzuspeisen und gleichzeitig einen Stromaustausch mit dem Badenwerk herzustellen.
Im Zusammenhang mit in Mannheim angesiedelter energietechnischer Industrie entwickelte sich Mannheim-Rheinau zu einem wichtigen Standort für Entwicklungen im Bereich der Energieversorgung. Nach dem Zweiten Weltkrieg unterhielt die Deutsche Verbundgesellschaft (DVG) unmittelbarer Nähe zum Umspannwerk ein Testgelände, auf dem unter anderem auch erste Versuche mit Stromübertragung bis zu 380 kV durchgeführt wurden. Die Forschungsgemeinschaft für elektrische Anlagen und Stromwirtschaft (FGH) siedelte sich in den 1960er Jahren ebenfalls auf dem Gelände an und unterhält dort bis heute Prüfstände und Labore.

## Lage
Die Anlage liegt nordöstlich des namensgebenden Stadtteils Rheinau, am Rande des unteren Dossenwalds, auch Rheinauer Wald genannt. Sie besteht aus zwei räumlich getrennten, aber unmittelbar benachbarten Teilen, die beide unter demselben Namen geführt werden. Der größere Anlagenteil im Norden verfügt über die Spannungsebenen 380 kV, 220 kV und 110 kV, der kleinere Teil südlich davon über die Spannungsebenen 110 kV und 20 kV.
Die Mannheimer Innenstadt befindet sich etwa 8 km nordwestlich, weitere nahegelegene Städte sind Heidelberg rund 10 km östlich, Karlsruhe rund 50 km südlich und Darmstadt rund 50 km nördlich. In einiger Entfernung zum Umspannwerk führt nördlich die Bahnstrecke Mannheim–Basel mit dem Rangierbahnhof Mannheim vorbei.
Westlich des Geländes verläuft seit den 1960er Jahren die BAB 6, unmittelbar vorbei führt seit den 1980er Jahren die Schnellfahrstrecke Mannheim–Stuttgart, die in diesem Bereich im Pfingstbergtunnel unterhalb der Oberfläche verläuft. In der Nähe des nördlichen Umspannwerks befindet sich einer von mehreren Rettungsplätzen des Tunnels.
Das Gelände der FGH grenzt unmittelbar an den nördlichen Anlagenteil und verfügt über einen eigenen Anschluss aus der Schaltanlage auf der 220-kV-Ebene, über den in die Prüfstände eingespeist werden kann. Gegenüber dem alten Hauptgebäude des südlichen Anlagenteils, dem ehemaligen Badenwerk-Umspannwerk, befindet sich das Wasserwerk Rheinau. Im Dossenwald selbst, ebenfalls unmittelbar an das Umspannwerk angrenzend, befindet sich ein Wildgehege.
Das östlich liegende Unterwerk Mannheim der Deutschen Bahn an der Bahnstrecke Mannheim–Basel hängt mit dem Umspannwerk technisch nicht direkt zusammen, da Bahnstrom eine andere Frequenz aufweist (16,7 Hz statt 50 Hz im öffentlichen Stromnetz).

## Geschichte
Der Bau beider Umspannanlagen stand im Zusammenhang mit Verbundnetz-Plänen der 1920er Jahre, dem Beginn der überregionalen Energieversorgung. Während das RWE ab 1924 an seiner Nord-Süd-Leitung baute und damit ein weltweites Pionierprojekt startete, errichtete der badische Staat zu dieser Zeit sein Verbundnetz auf der 110-kV-Ebene, wofür das 1923 in Betrieb genommene Großkraftwerk Mannheim eine wichtige Quelle für den Bezug elektrischer Energie darstellte. Über die Umspannwerke in Rheinau konnte ein Energieaustausch mit dem Verbundnetz des RWE und dem Netz der Pfalzwerke stattfinden.

### Vorangegangene Entwicklungen

#### Bau des Großkraftwerks Mannheim und erstes Rheinauer Umspannwerk

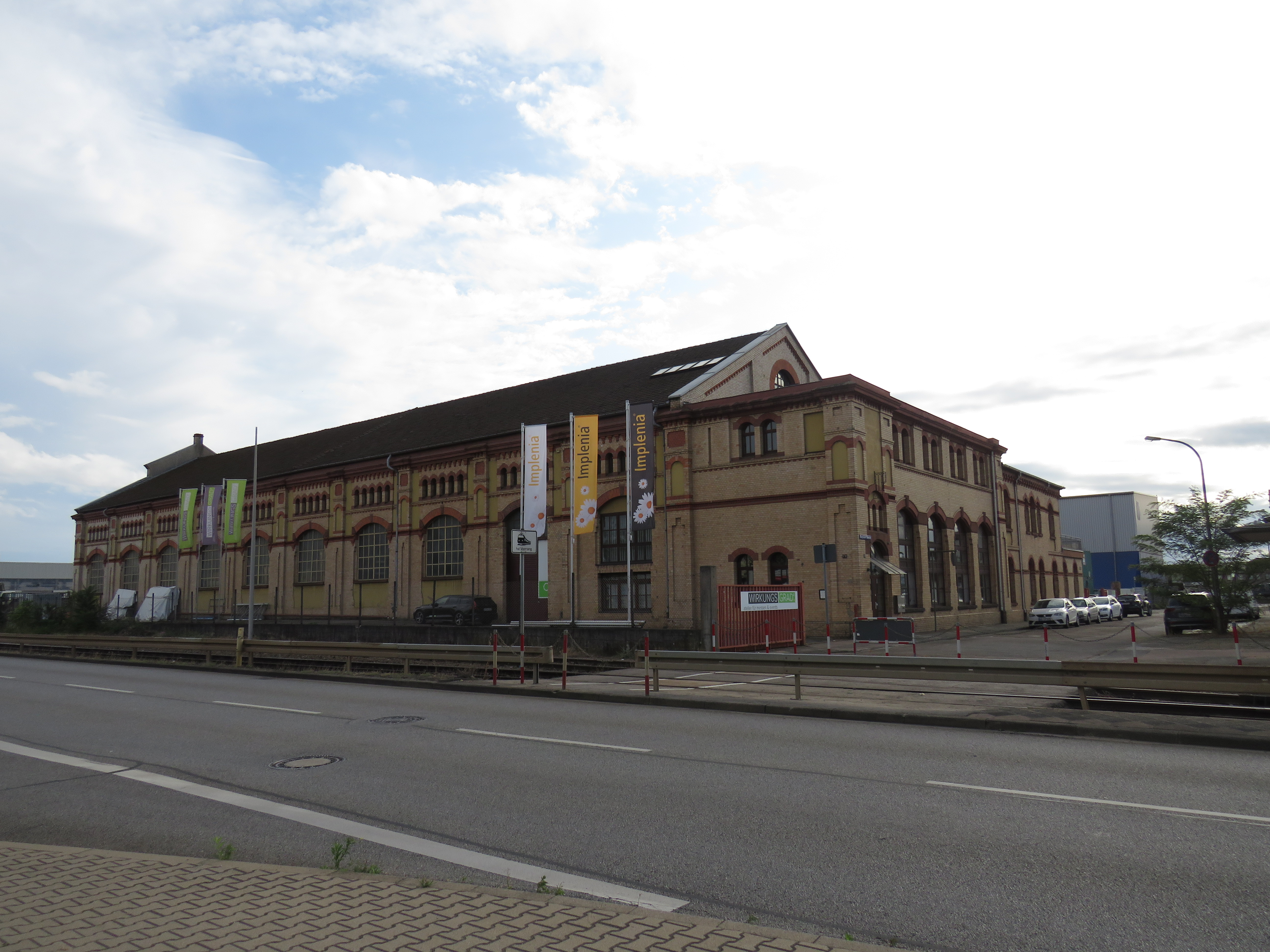
Altes Elektrizitätswerk Rheinau von 1897, der Vorgängerbau des heutigen Umspannwerks Mannheim-Rheinau

Das erste Mannheimer Elektrizitätswerk (E-Werk) ging 1897 im Stadtteil Rheinau in Betrieb und versorgte zunächst nur einige Betriebe im Rheinauhafen, ehe es 1911 von der Oberrheinischen Eisenbahn Gesellschaft (OEG) übernommen wurde. Das E-Werk war ein Projekt des Darmstädter Professors und Elektrotechnik-Pioniers Erasmus Kittler, der die Anlage zusammen mit der Allgemeinen Elektrizitäts-Gesellschaft Berlin (AEG) entwickelte. Ein erster Verbundbetrieb mit einem benachbarten Unternehmen wurde 1915 fertiggestellt, indem das Fernleitungsnetz der Hessischen Eisenbahn-Aktiengesellschaft (HEAG) über eine 20-kV-Leitung von Mannheim-Rheinau über Heppenheim nach Ober-Ramstadt angebunden wurde. Dies ermöglichte der HEAG, im Falle von Störungen im eigenen Netzgebiet Strom fremdzubeziehen.
Die eigentliche ländliche Elektrizitätsversorgung des Großherzogtums Baden entwickelte sich aus dem Bau eines staatlichen Wasserkraftwerks an der Murg bei Forbach im Nordschwarzwald, das 1918 durch die Badische Oberdirektion für Wasser- und Straßenbau in der nunmehrigen Republik Baden in Betrieb genommen wurde. Die Gründung des Energieversorgungsunternehmens (EVU) Badische Landes-Elektrizitäts-Versorgungs AG im Juli 1921 – ab 1938 nur noch Badenwerk genannt – ging einher mit der Beteiligung am Bau eines Kohlekraftwerks in Mannheim, das aufgrund des steigenden Bedarfs an elektrischer Energie in der Rhein-Neckar-Region das alte Mannheimer E-Werk von 1897 ablösen sollte. Zusammen mit den Pfalzwerken, die schon seit 1914 ein regionales EVU im linksrheinischen Gebiet mit eigenem Fernleitungsnetz darstellten, der Neckar AG und der Stadt Mannheim gründete man die Großkraftwerk Mannheim AG. Erster Leiter des Großkraftwerks war der Pionier auf dem Gebiet der Kraftwerkstechnik Fritz Marguerre.
Das Badenwerk baute bereits kurz nach seiner Gründung seine ersten 110-kV-Fernleitungen, dabei handelte es sich um die einkreisige Verbindung Murgwerk–Scheibenhardt–Rheinau. Diese Leitung ging 1919 in Betrieb. Hierfür entstand in Rheinau als Ersatz für das E-Werk ein erstes Umspannwerk in Hallenbauweise. Es verfügte über zwei 110-/20-kV-Transformatoren mit je 5 MVA Leistung. Darüber hinaus waren eine statische Synchronisiereinrichtung und eine Erdschlusskompensationsspule auf der 20-kV-Seite eingebaut.
Die ersten Kessel des neuen Kraftwerks im Stadtteil Neckarau direkt am Rhein gingen 1923 in Betrieb. Die dort erzeugte elektrische Energie wurde in ein Fernleitungsnetz mit 20 kV Spannung eingespeist, das sich über Teile Badens, der Pfalz bis nach Südhessen erstreckte. Die Pfalzwerke stellten schon 1916 ihre 20-kV-Fernleitung von Ludwigshafen nach Homburg auf 110 kV Spannung um. Das vormalige E-Werk im Rheinauhafen diente nunmehr als Verteilerstation auf der 20-kV-Ebene, über die im Kraftwerk erzeugte elektrische Energie in die Netze der Pfalzwerke, des Badenwerks und der HEAG eingespeist wurde. Vom alten E-Werk aus wurde auf der 20-kV-Ebene die elektrische Energie aus dem Großkraftwerk Mannheim nun ins Umspannwerk Mannheim-Rheinau eingespeist und von dort auf 110 kV hochtransformiert. Vom Umspannwerk Rheinau aus wurde außerdem eine einkreisige 110-kV-Leitung zum Umspannwerk Mundenheim der Pfalzwerke gebaut, um die Hochspannungsnetze beider Energieversorger miteinander zu koppeln. Die Kreuzungsmasten für die Rheinquerung waren als 64 m hohe Tonnenmasten ausgeführt.

#### Verbundnetzpläne des RWE
Die Expansion der Rheinisch-Westfälischen Elektrizitäts-AG in Essen, die mit dem Erwerb zahlreicher Braunkohlegruben im Kölner Raum unter Hugo Stinnes zum überregionalen Energieversorger wuchs, ging einher mit dem Bau des Goldenbergwerks, dem damals weltgrößten Kraftwerk, und der stetigen Expansion des Versorgungsgebiets. Ein erster Plan für ein Verbundnetz, das die Stromerzeugung aus den rheinischen Kohlekraftwerken mit der aus alpinen Wasserkraftwerken kuppeln sollte, wurde 1923 aufgestellt. Mit der Übernahme der Elektrizitäts-AG vormals W. Lahmeyer & Co. im selben Jahr erwarb das RWE Anteile an zahlreichen EVUs im süddeutschen Raum. Der Plan des RWE bestand nun darin, über das Verbundsystem als Rückgrat zusätzlich EVUs anzuschließen, die an Stationen entlang der Leitungsstrecke elektrische Energie vom RWE beziehen können.
Da eine Energieübertragung jenseits der 110 kV Spannung als technisch noch nicht machbar galt, baute das RWE 1923 eine 40 km lange Teststrecke zwischen Ronsdorf und Iserlohn, um Erfahrungen mit einem derartigen Betrieb zu sammeln. Die Pläne für die Verbundleitung zwischen Rheinland und Alpen kamen 1924 zur Baureife, statt 220 kV entwarf man die Leitung gleich für eine noch größere Spannung von 380 kV.

### Das Umspannwerk entsteht

#### Anlage des RWE
Mannheim-Rheinau war seitens des RWE als Standort eines von sechs Umspannwerken entlang der Verbundleitung zwischen Brauweiler und Bürs festgelegt worden. Von Beginn an war sie als Knotenpunkt zwischen den Netzen des RWE und der Badischen Landes-Elektrizitäts-Versorgungs AG, dem späteren Badenwerk, geplant. Hierfür wurde am 9. März 1925 ein Stromlieferungsvertrag zwischen beiden Unternehmen abgeschlossen. Im Dezember 1925 war die Anlage fertig geplant, sodass mit dem Bau begonnen wurde. Beauftragt wurden mit der Herstellung und Lieferung der 220-kV-Schaltanlagen mitsamt ihren Geräten die Siemens-Schuckertwerke. Neben Rheinau wurden auch die anderen Anlagen entlang der Leitungsstrecke südlich von Brauweiler – Koblenz, Kelsterbach, Hoheneck, Herbertingen, Bürs – nach demselben Schaltschema ausgeführt. Alle diese Anlagen wurden als Freiluftanlage ausgeführt, lediglich in Rheinau wurde dazu noch ein massives, steinernes Gebäude errichtet. In diesen wurden Phasenschieber installiert, mit denen Leistungsflüsse im 220-kV-Netz des RWE geregelt werden konnten. Dieses Gebäude existiert heute noch, die Phasenschieber sind allerdings nicht mehr in Betrieb.
Im Jahr 1926 ging das Umspannwerk in den Probebetrieb, als auf der gerade fertiggestellten Leitung der Abschnitt von Neuenahr nach Rheinau erstmals unter Spannung gesetzt wurde, zunächst mit 110 kV. Dennoch konnte ein Verbundbetrieb mit dem Badenwerk hergestellt werden. Erst nachdem im Oktober 1928 die Umspannanlage Brauweiler fertiggestellt wurde und die Hauptschaltleitung des RWE ihren Betrieb aufnahm, ging die Leitung mit 220 kV Spannung schrittweise bis Kelsterbach, dann Rheinau und schließlich Hoheneck in Betrieb. Da die Fortsetzung von Hoheneck nach Bürs erst später fertiggestellt wurde, konnte der Verbundbetrieb zwischen rheinischer Kohle- und alpiner Wasserkraft erst am 17. April 1930 mit Inbetriebnahme der Stationen Herbertingen und Bürs aufgenommen werden.
Neben der 220-kV-Leitung sollten noch weitere Freileitungen des RWE zum Umspannwerk führen. Für den Verbund mit den Pfalzwerken entstand eine 110-kV-Leitung, die von Rheinau aus in südliche Richtung führte, bei Brühl nach Westen abzweigte, den Rhein überquerte und auf linksrheinischer Seite nach Nordwesten zum Umspannwerk der Pfalzwerke in Ludwigshafen-Mundenheim führte. Eine weitere 110-kV-Leitung sollte von Rheinau über Heppenheim nach Darmstadt führen, um das Netz der HEAG anzubinden, diese Leitung wurde 1926 allerdings nur bis Heppenheim fertiggestellt. Eine kombinierte 220-/110-kV-Leitung in nordöstliche Richtung zum Kraftwerk Niederhausen entstand in den 1930er Jahren. Eine weitere Leitung aus den 1930er Jahren, die ebenso für 220 kV ausgelegt war, aber nur mit 110 kV betrieben wurde, führte entlang des Neckars nach Hoheneck und band die Neckarstaustufen mit ihren Kraftwerken an die 110-kV-Ebene an. Diese Leitung existiert im Bereich von Rheinau bis Großgartach noch heute.

#### Anlage des Badenwerks

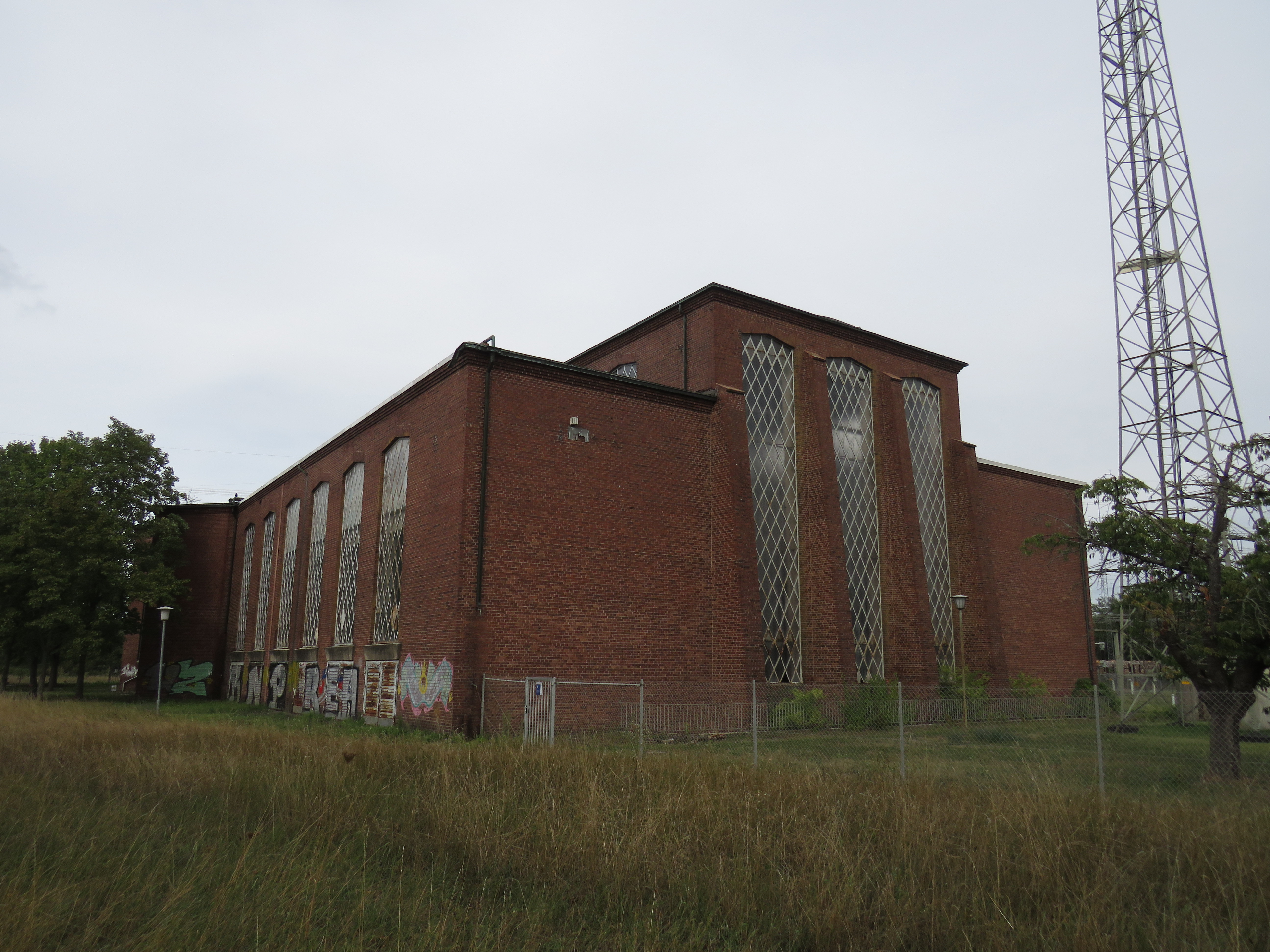
Schalthaus von 1927/28

Die Erweiterung der Umspann- und Verteilerstation Rheinau wurde seitens des Badenwerks schon Mitte der 1920er Jahre aufgegriffen, zumal ein Brand das alte E-Werk, das nun als Verteilerstation diente, schwer beschädigte. Hintergrund war der 1924 begonnene Bau der Badischen Landessammelschiene, einer Verbundleitung von Scheibenhardt zum Kraftwerk Laufenburg an der Schweizer Grenze. Dazu kam der beabsichtigte Netzverbund des Badenwerks mit dem RWE. Eine wichtige Rolle beim Bau späterer Umspann- und Schaltanlagen spielte das Schweizer Unternehmen Brown, Boveri & Cie. (BBC), das seit 1900 seine deutsche Niederlassung im nahegelegenen Mannheim-Käfertal hatte. Der Architekt Karl Wilhelm Ochs wurde daraufhin beauftragt, ein Schalthaus zu entwerfen. Erste Entwürfe stammen aus dem Jahr 1925, doch erst 1927 begann BBC mit dem Bau des Schalthauses am Rand des Dossenwalds östlich von Rheinau. Eine Besonderheit des Bauwerkes war die Dacheinführung der 110-kV-Leitungen.
Das neue Schalthaus ging im Jahr 1928 in Betrieb. Der Strom aus dem Großkraftwerk wurde hier auf 110 kV transformiert und in das Netz der Badischen Landes-Elektrizitäts-Versorgungs AG eingespeist. In den 1930er Jahren wurde die einkreisige Leitung nach Scheibenhardt um eine zweikreisige 110-kV-Leitung parallel zu dieser ergänzt.

### Nachkriegszeit

#### 300-kV-Betrieb
Nach Ende des Zweiten Weltkriegs, den das Fernleitungsnetz des RWE trotz einiger Zerstörungen strukturell überstand, wurde erstmals die Spannung auf der Nord-Süd-Leitung erhöht. Obwohl für 380 kV ausgelegt, war die gesamte Strecke vorerst nur auf der 220-kV-Ebene in Betrieb. Aufgrund der durch finanzielle Mittel aus dem Marshallplan möglichen Installation zusätzlicher Kapazitäten in den rheinischen Braunkohlekraftwerken, der auch einen absehbaren Neubau ganzer Anlagen beinhaltete, musste das Verbundnetz großräumig ausgebaut werden.
Eher provisorisch verlängerte man im Bereich zwischen Brauweiler und Mannheim-Rheinau die Isolatoren eines Stromkreises um zwei bis drei Kettenglieder, installierte in beiden Umspannwerken 300-kV-Komponenten und begann im Oktober 1952 mit dem Betrieb auf dieser Spannungsebene – die ungewöhnliche Spannungshöhe, die als Provisorium bis zum geplanten 380-kV-Ausbau des Übertragungsnetzes genutzt wurde, war der erste Einsatz einer höheren Spannung als die bislang verwendeten 220 kV überhaupt in Deutschland.

#### Freileitungs-Testgelände
Die Ansiedlung zahlreicher Unternehmen der elektrotechnischen und energietechnischen Industrie wie BBC, Südkabel oder die Siemens-Schuckertwerke in Mannheim machten zusammen mit dem Knoten des RWE-Höchstspannungs-Verbundnetzes die Ansiedlung von Forschungseinrichtungen auf dem Gebiet der Starkstromtechnik attraktiv. So wählte die 1948 auf Betreiben des RWE gegründete Deutsche Verbundgesellschaft (DVG) als Hauptsitz das nahe gelegene Heidelberg. Die 1950 auf Initiative der DVG gegründete 400-kV-Forschungsgemeinschaft übernahm den Auftrag, Feldversuche für Energieübertragung auf dieser neuen Spannungshöhe durchzuführen – insbesondere das RWE setzte wegen Kapazitätsengpässen im bestehenden 220-kV-Netz auf die schnelle Einführung dieser neuen Höchstspannung.
Im September 1951 begann auf einem eigens dafür eingerichteten Testgelände im Dossenwald, unmittelbar neben den Umspannwerk Rheinau, der Bau einer 2 km langen Freileitungs-Teststrecke. Am 28. März 1952 wurde mit den Versuchen auf der Rheinauer Teststrecke begonnen. Diese Leitung war auf Donaumasten verlegt und führte zwei 380-kV-Systeme mit Viererbündeln, die hier erstmals zum Einsatz kamen. Obwohl noch im selben Jahr die erste 380-kV-Leitung der Welt in Schweden in Betrieb ging, flossen Erkenntnisse aus dem Rheinauer Testbetrieb, der im Januar 1953 um Messungen und Kalibrierungen ausgeweitet wurde, maßgeblich in die Auslegung des späteren 380-kV-Netz des RWE ein.
Mitte der 1950er Jahre begann das RWE schließlich mit der Errichtung der ersten 380-kV-Schaltanlage in Rommerskirchen, die für die Aufnahme der in den umliegenden Braunkohlekraftwerken erzeugten Energie konzipiert wurde. Die teilweise schon für 380 kV ausgelegten Schaltanlagen in den neuen Kraftwerksblöcken machten den Bau dieser neuen Anlage notwendig, da das bestehende Werk in Brauweiler nicht mehr erweitert werden konnte. Als erste 380-kV-Leitung entstand bis 1957 die 341 km lange Leitung Rommerskirchen–Hoheneck, deren Verlauf weitgehend parallel zur Nord-Süd-Leitung aus den 1920er Jahren führt, das Rhein-Main-Gebiet allerdings umgeht.
Statt der provisorischen 300-kV-Anlage sollte Rheinau auch um eine 380-kV-Schaltanlage erweitert werden, womit es das dritte Umspannwerk mit dieser Spannungsebene gewesen wäre. Die zunächst mit einem 380-kV- und einem 220-kV-Stromrkeis betriebene Leitung wurde zwar so gebaut, dass sie das Umspannwerk hätte anbinden können, letztlich aber um die Station herumgeführt.
Bis BBC 1959 in Mannheim-Mallau eine Freileitungsmastprüfanlage errichtete, diente Rheinau außerdem als Testgelände für Freileitungsmasten (siehe Bild). In den 1960er Jahren wurden auf dem Testfeld im Dossenwald Versuche mit Hochspannungs-Gleichstrom-Übertragung durchgeführt.
Im Jahr 1967 verlegte die Forschungsgemeinschaft für elektrische Anlagen und Stromwirtschaft (FGH) – gegründet 1921 in Berlin als Studiengesellschaft für Hochspannungsanlagen – ihren Hauptsitz unmittelbar an das Umspannwerk Mannheim-Rheinau, wodurch sie von der bestehenden Test-Infrastruktur der 400-kV-Forschungsgemeinschaft profitierte, mit der sie schließlich auch 1973 fusionierte. Die FGH errichtete einige Prüflabore und eine Freiluft-Prüfanlage, die mit bis zu 600 kV Gleichspannung betrieben werden kann. Zur Versorgung der Versuchsanlagen wurde eigens ein einkreisiger 220-kV-Anschluss aus der Schaltanlage des RWE-Umspannwerks als Freileitung verlegt.
Einige Masten und das Portal der Gleichstromprüfanlage existieren noch heute auf dem Gelände der FGH und sind auch von der benachbarten BAB 6 aus gut zu erkennen (siehe Foto).

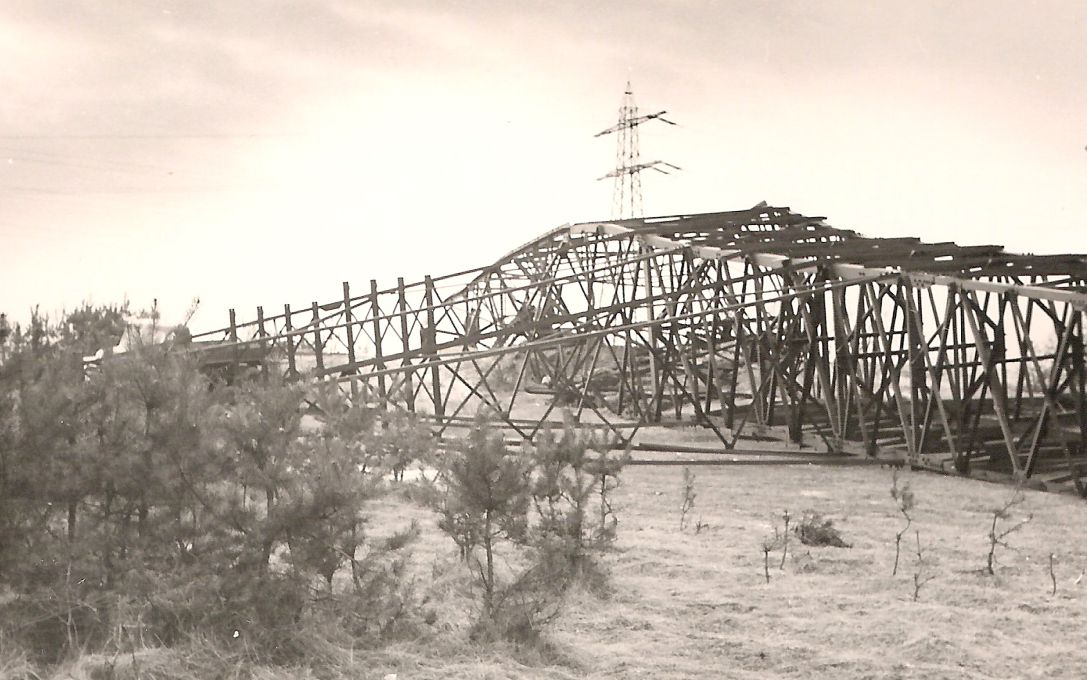
Zu Prüfzwecken umgestürzter Hochspannungsmast auf dem DVG-Testgelände bei Mannheim-Rheinau im Februar 1958
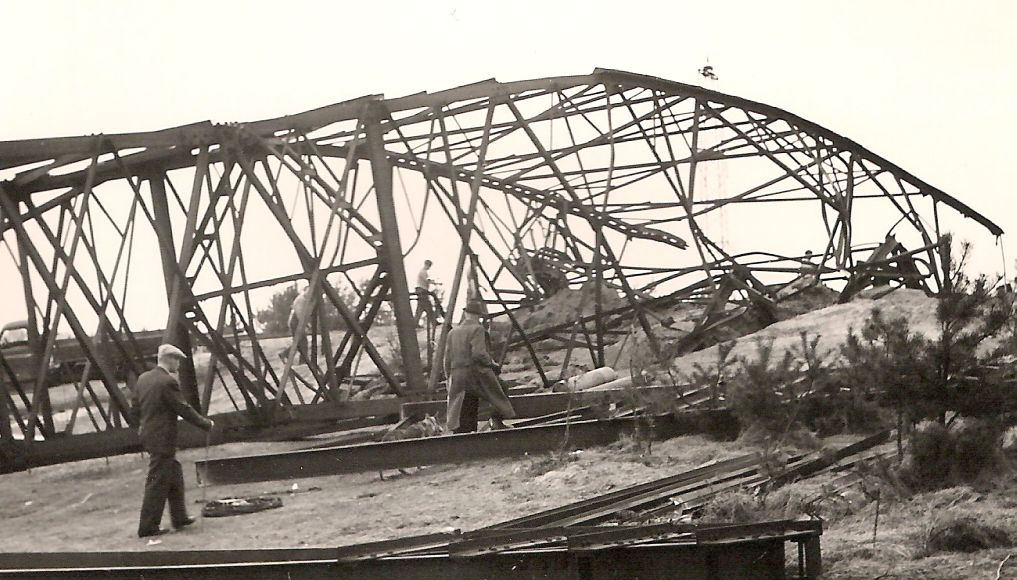
Aufnahme der umgestürzten Mastspitze
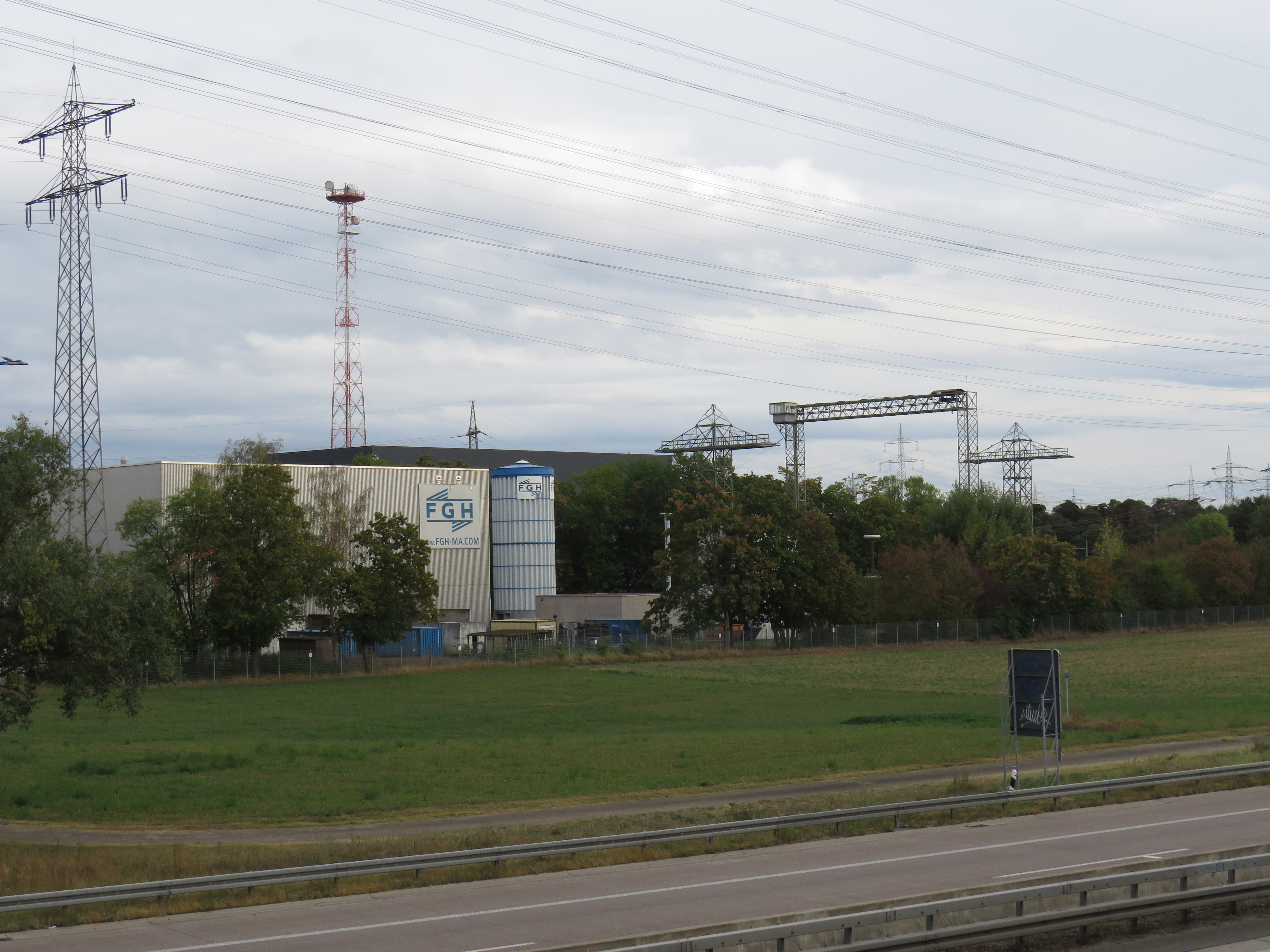
Testgelände der FGH heute (2020)

### Neuere Entwicklungen
Die Einspeisung der im Großkraftwerk Mannheim erzeugten Energie wird heute nicht mehr über das Umspannwerk Mannheim-Rheinau abgewickelt, auch gibt es keine Leitungsverbindung mehr zwischen der Anlage des Badenwerks (Fusion mit der Energie-Versorgung Schwaben zur EnBW Energie Baden-Württemberg 1997) und dem des RWE (seit 2003 RWE Transportnetz Strom, 2009 in Amprion umbenannt). Der in den Blöcken 6 bis 8 erzeugte Drehstrom wird heute ins 220-kV-Netz der EnBW (TransnetBW) eingespeist, das über die Umspannwerke Weinheim, Heidelberg-Neurott und Altlußheim mit dem Kraftwerk verbunden ist. Zusätzlich wird auf der 110-kV-Ebene elektrische Energie erzeugt für das Netz der MVV Energie innerhalb des Mannheimer Stadtgebiets sowie Bahnstrom mit 16,7 Hz Frequenz für die DB Energie.
Die noch heute bestehenden 220-kV-Leitungen des Badenwerks zum Umspannwerk Daxlanden und zum Umspannwerk Hüffenhardt (endet heute in Neurott) mündeten früher auch in die Schaltanlage des RWE, womit eine tatsächliche Netzkuppelstelle zwischen beiden Energieversorgern bestand. Später wurde vom Großkraftwerk Mannheim aus eine 220-kV-Leitung bis kurz vor die Umspannanlage des Badenwerks gebaut. Auffällig ist, dass diese Leitung vier Stromkreise aufweist, von denen jeweils zwei parallelgeschaltet betrieben werden, anschließend nur noch mit zwei Stromkreisen belegt ist und sich östlich der Anlage in einem Trassendreieck in Richtung Daxlanden/Altlußheim und Neurott verzweigt.
Das alte Schalthaus des Badenwerk-Umspannwerks ist schon seit langem durch eine Freiluft-Schaltanlage ersetzt worden, das Gebäude wurde aus Denkmalschutzgründen erhalten. Mit der Demontage der einkreisigen 110-kV-Leitung Rheinau–Leimen im Jahr 2005 wurde die Schaltanlage in ihrer Flache reduziert.

#### Erweiterung um 380-kV-Schaltanlage
Als vorbereitende Maßnahme im Zuge der Einrichtung einer Hochspannungs-Gleichstromverbindung (Ultranet) auf der Verbindung Osterath–Philippsburg müssen die Umspannwerke Meckenheim und Rheinau von 220 kV auf 380 kV umgestellt werden. Der Grund hierfür ist, dass die 220-kV-Ebene, die auf der Trasse noch in Betrieb ist, wegfällt und durch die Installation der Gleichstromkreise auf den vorhandenen Freileitungsmasten ersetzt wird. Während das Umspannwerk Meckenheim bereits beim Bau der neuen 380-kV-Leitung Sechtem–Weißenthurm im Jahr 2013 vollständig auf 380 kV Spannung umgebaut wurde, wird die 220-kV-Anlage in Rheinau aufgrund weiterer bestehender 220-kV-Leitungen noch bestehen bleiben.
Der Bau der 380-kV-Schaltanlage im Umspannwerk Mannheim-Rheinau begann Ende 2016 und wurde im Jahr 2019 fertiggestellt. Neben den beiden bisher bestehenden 220-/110-kV-Leistungstransformatoren wurde ein zusätzlicher 380-/110-kV-Trafo installiert. Die neue Schaltanlage verfügt darüber hinaus über vier Sammelschienen.

## Betrieb

### Technischer Aufbau
Das Umspannwerk besteht aus zwei räumlich benachbarten, allerdings voneinander getrennten Anlagenbereichen, wobei das nördlich gelegene RWE-Areal wesentlich größer ist als das südliche durch das Badenwerk errichtete. Ersteres umfasst die Spannungsebenen 110 und 220 kV, zwischen denen mittels zweier Transformatoren umgespannt wird, letzteres besteht heute nur noch aus einer 110-kV-Schaltanlage. Unmittelbar an das Gelände grenzt der heute leerstehende Backsteinbau aus den 1920er Jahren. Obwohl die Anlagenbereiche unmittelbar nebeneinander liegen besteht keine direkte Freileitungsverbindung zwischen ihnen.

### Freileitungen
Amprion-Station
| Netzbetreiber   | Spannung      | Name des Stromkreises                     | Bauleitnummer (Trassenbezeichnung) | Zielort/-station                              | Baujahr | Himmels- richtung | Bemerkungen                                                                             |
| --------------- | ------------- | ----------------------------------------- | ---------------------------------- | --------------------------------------------- | ------- | --- | --------------------------------------------------------------------------------------- |
|                 | 380 kV        | Kurpfalz West                             | 4523 (Windesheim – Rheinau)        | Bürstadt                                      | 1955    | Nord | Teil der 380-kV-Leitung Rommerskirchen–Hoheneck, Anschluss ans Umspannwerk seit 2018/19 |
| Kurpfalz Ost    | 380 kV        |                                           | 4523 (Windesheim – Rheinau)        | Bürstadt                                      | 1955    | Nord | Teil der 380-kV-Leitung Rommerskirchen–Hoheneck, Anschluss ans Umspannwerk seit 2018/19 |
| Kugelberg West  | 380 kV        | 4524 (Rheinau – Hoheneck)                 | Hoheneck                           | 1957                                          | Süd     | Teil der 380-kV-Leitung Rommerskirchen–Hoheneck, Anschluss ans Umspannwerk seit 2018/19                                             |                                                                                         |
| Kugelberg Ost   | 380 kV        | 4524 (Rheinau – Hoheneck)                 | Hoheneck                           | 1957                                          | Süd     | Teil der 380-kV-Leitung Rommerskirchen–Hoheneck, Anschluss ans Umspannwerk seit 2018/19                                             |                                                                                         |
| 220 kV          | Rheinau West  | 4506 (Pkt. Heppenheim – Rheinau)          | Abzweig Bürstadt → Pfungstadt      | 1926                                          | Nord    | Teil der Nord-Süd-Leitung, bis zum Bau des UW Pfungstadt durchgehend bis Kelsterbach                                                |                                                                                         |
| 220 kV          | Rheinau Ost   | 4506 (Pkt. Heppenheim – Rheinau)          | Abzweig Bürstadt → Pfungstadt      | 1926                                          | Nord    | Teil der Nord-Süd-Leitung, bis zum Bau des UW Pfungstadt durchgehend bis Kelsterbach                                                |                                                                                         |
| 220 kV          | Hoheneck West | 4507 (Rheinau – Pkt. Fürfeld)             | Hoheneck                           | 1926                                          | Süd     | Teil der Nord-Süd-Leitung, bis 2003 zwei Stromkreise                                                                                |                                                                                         |
| 220 kV          | FGH Trafo 28  | 2418                                      | FGH                                | 1967                                          | Süd     | Eigenversorgung der Hochspannungslabore der FGH                                                                                     |                                                                                         |
|                 | 110 kV        | Heidelberg Nord 1                         | 2334 (Rheinau – Pkt. Zimmerhof)    | Heidelberg Nord                               | Süd     | 1930er | für 220 kV ausgelegt, aber nie auf dieser Spannungsebene betrieben                      |
|                 | 110 kV        | Neckar West                               | 2334 (Rheinau – Pkt. Zimmerhof)    | Abzweig Kraftwerk Neckarsteinach → Hirschhorn | Süd     | 1930er | für 220 kV ausgelegt, aber nie auf dieser Spannungsebene betrieben                      |
| Bergstraße West | 110 kV        | 2327 (Windesheim – Rheinau)               | Heppenheim                         | 1940er                                        | Nord    | früher Leitung mit einem 220-kV- und zwei 110-kV-Stromkreisen nach Niederhausen, später Übernahme der 110-kV-Kreise nach Heppenheim |                                                                                         |
| Bergstraße Ost  | 110 kV        | 2327 (Windesheim – Rheinau)               | Heppenheim                         | 1940er                                        | Nord    | früher Leitung mit einem 220-kV- und zwei 110-kV-Stromkreisen nach Niederhausen, später Übernahme der 110-kV-Kreise nach Heppenheim |                                                                                         |
| Altrip Nord     | 110 kV        | 0113 (Rheinau – Pkt. Altrip – Mundenheim) | Mundenheim                         | 1926                                          | Süd     | Abgebaut zwischen 2000 und 2005 |                                                                                         |
| Altrip Süd      | 110 kV        | 0113 (Rheinau – Pkt. Altrip – Mundenheim) | Mundenheim                         | 1926                                          | Süd     | Abgebaut zwischen 2000 und 2005 |                                                                                         |

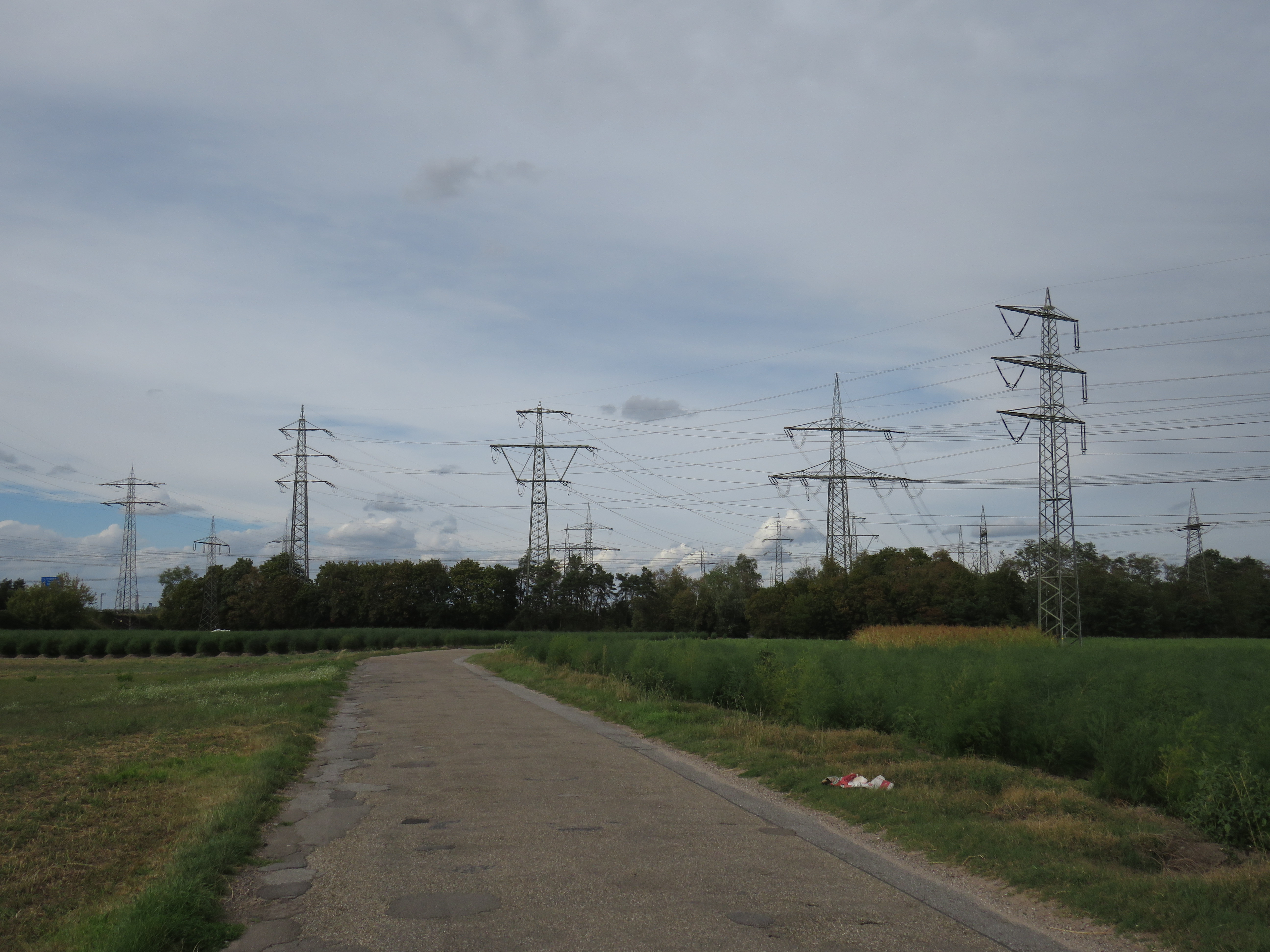
Freileitungstrassen unmittelbar nördlich des Umspannwerkes
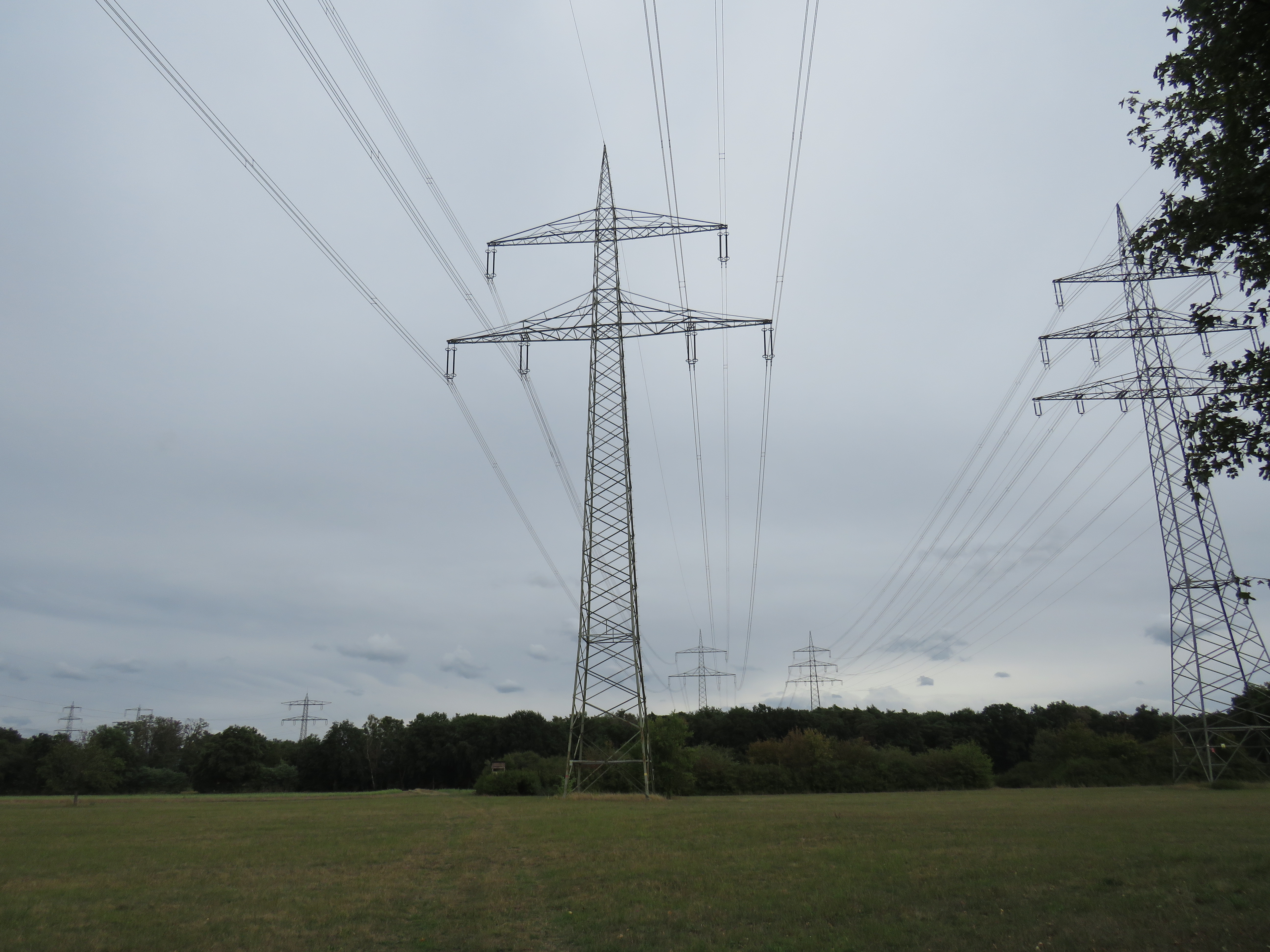
380-kV-Leitung nach Hoheneck
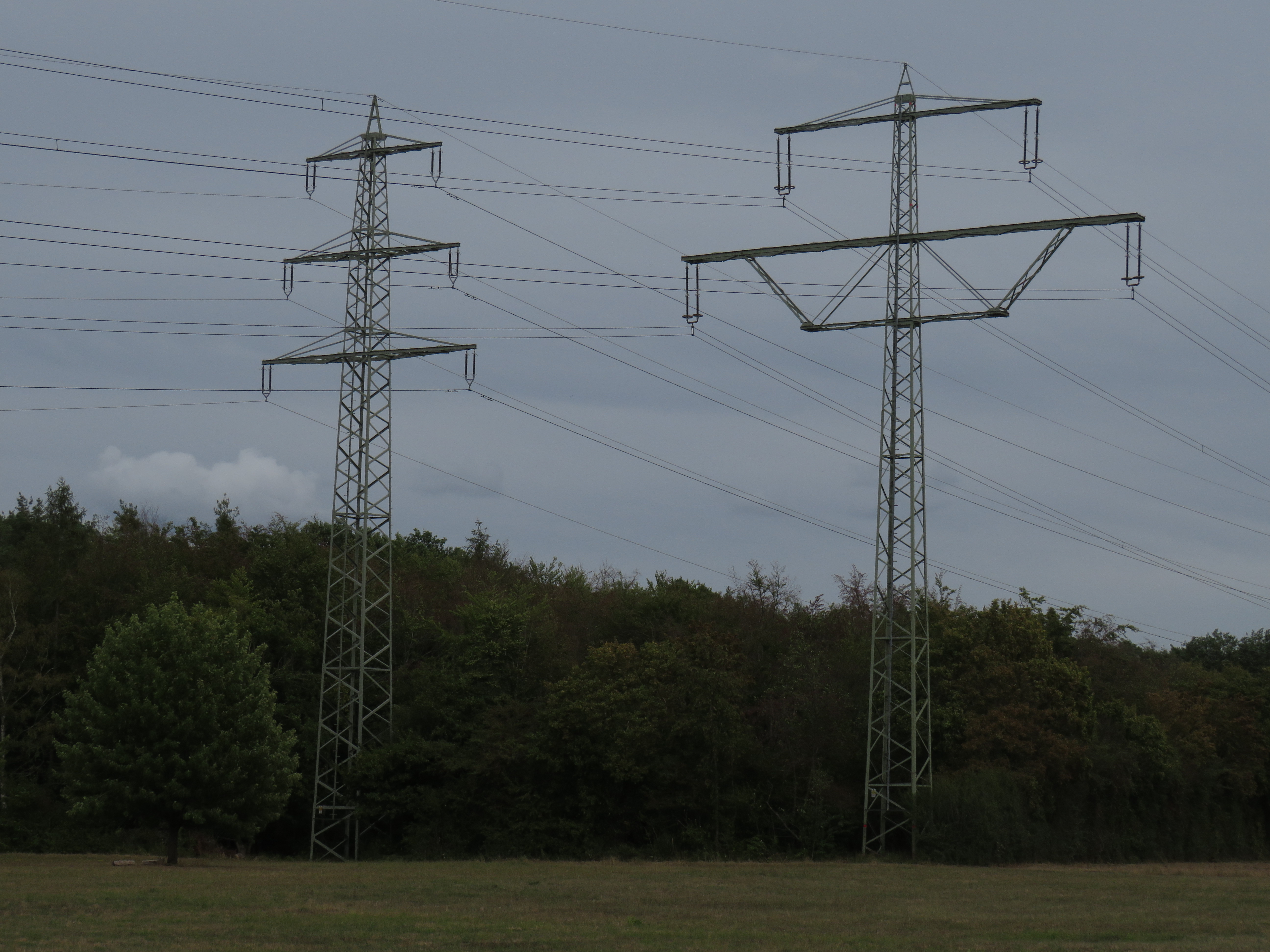
110-kV-Leitung nach Hirschhorn bzw. Heidelberg-Nord (links) und 220-kV-Leitung nach Hoheneck (rechts) mit einer spannungslosen Phase

Netze-BW-Station
| Netzbetreiber         | Spannung | Name des Stromkreises | Trassenbezeichnung             | Zielort/-station | Baujahr | Himmels- richtung              | Bemerkungen                                                              |
| --------------------- | -------- | --------------------- | ------------------------------ | ---------------- | ------- | ------------------------------ | ------------------------------------------------------------------------ |
|                       | 110 kV   |                       |                                | Leimen           | 1919    | Ost                            | Älteste Badenwerk-Leitung, ursprünglich bis Scheibenhardt, abgebaut 2005 |
| LEIMN – RHEIN         | 110 kV   | Anlage 1200           | Leimen                         | 1936             | Ost     | Ursprünglich bis Scheibenhardt |                                                                          |
| LEIMN – RHEIN         | 110 kV   | Anlage 1200           | Leimen                         | 1936             | Ost     | Ursprünglich bis Scheibenhardt |                                                                          |
| HOCKN – RHEIN         | 110 kV   | Anlage 1300           | Hockenheim                     |                  | Ost     |                                |                                                                          |
| BRUHL – RHEIN         | 110 kV   | Anlage 1300           | Brühl                          |                  | Ost     |                                |                                                                          |
| RHEIN – WNHEI         | 110 kV   | Anlage 1190           | Weinheim                       |                  | West    |                                |                                                                          |
| LADBG – RHEIN – DOSSN | 110 kV   | Anlage 1190           | Abzweig Dossenheim → Ladenburg |                  | West    |                                |                                                                          |

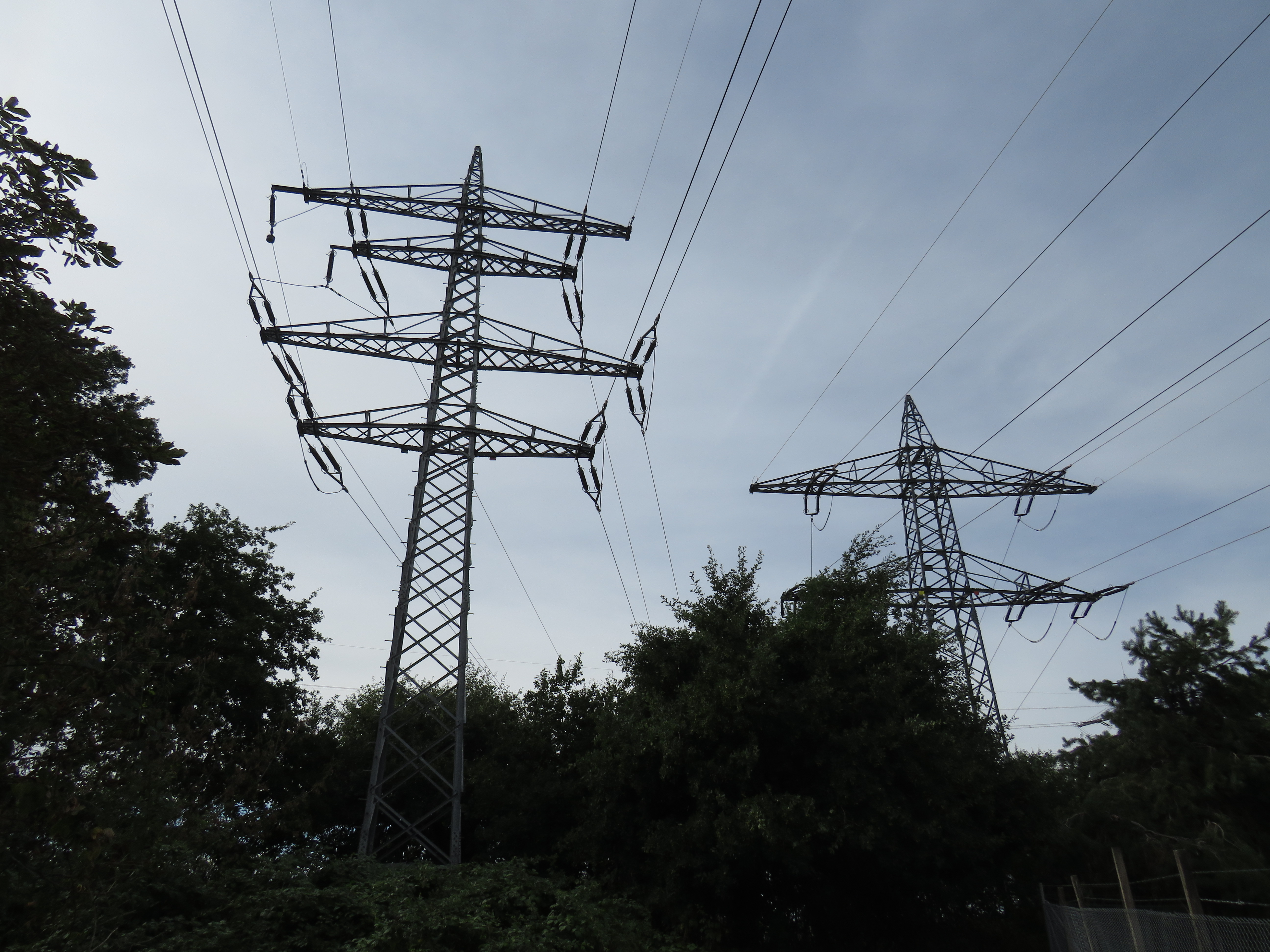
110-kV-Leitungen nach Hockenheim/Brühl (links) und Leimen (rechts)
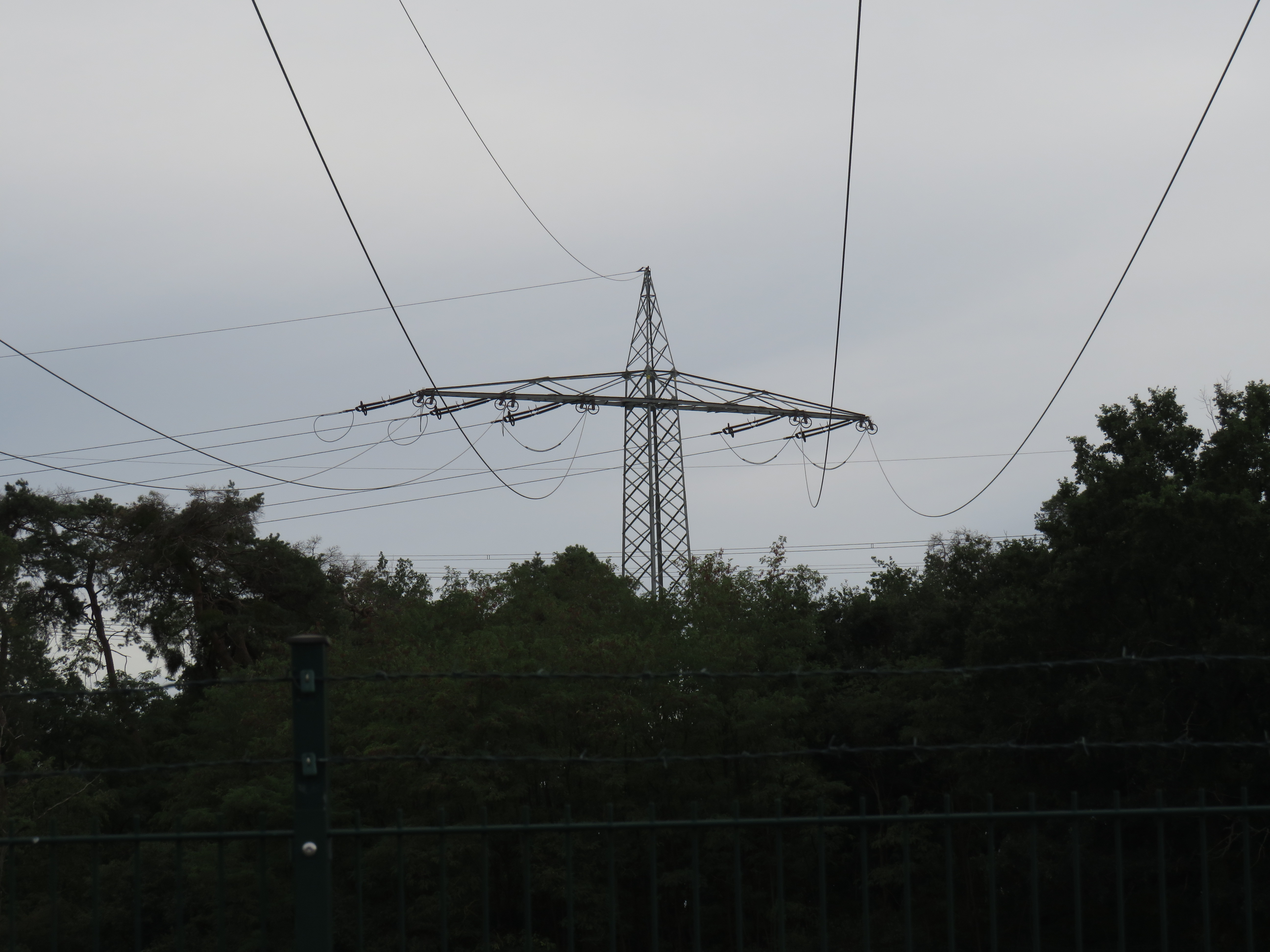
Einkreisige 220-kV-Leitung zur FGH mit zwei zusätzlichen, spannungslosen Phasen